# Cerro del Cubilete
El Cerro del Cubilete és una muntanya en el municipi de Silao, en l'estat de Guanajuato. Al seu cim es troba el monumental Crist de la Muntanya, construït en els anys de 1940, però un monument anterior data de la dècada de 1920. En 1928 el monument va ser bombardejat i dinamitat per ordres de Plutarc Elías Calles.

## Ubicació
Situat al centre geogràfic de Mèxic, a 20 quilòmetres de Silao. Té una altura de 2579 metres sobre el nivell del mar.